# 蔣孔煬
蔣孔煬（？—？），字君和，號悟菴，福建晋江人，明朝政治人物，進士出身。

## 生平
正德九年（1514年）登甲戌科进士。初任通州知州，开辟良田二千亩。历官南京户部员外郎、郎中，督赋浙江、江西。官至刑部郎中。卒年六十七。道光《晋江县志》有传。